# マーシー・マーシー・ミー
「マーシー・マーシー・ミー」（Mercy Mercy Me (The Ecology)）は、マーヴィン・ゲイが1971年に作詞作曲し発表したソウルの楽曲。

## 概要
1971年5月21日発売のアルバム『ホワッツ・ゴーイン・オン』に収録され、同年6月10日にシングルカットされた。B面はアルバム未収録の「サッド・トゥモロウズ」。
同年8月21日から8月28日にかけてビルボード・Hot 100で2週連続4位を記録した。ビルボードの「ソウル・チャート」においては2週連続で1位を記録した。また、イージーリスニング・チャートにチャートインし34位を記録した。カナダではより大きなヒットとなり、9位まで上昇した。
ピアノはゲイ自身が弾いている。テナー・サックスはワイルド・ビル・ムーアが演奏している。
副題に「The Ecology」という言葉が使われているとおり、環境問題をテーマにした楽曲である。ゲイは「青空は失われ／毒物が北から南から東から風に乗ってまき散らされている」「海は廃油にまみれ／魚は水銀におかされている」と被害状況を訴えている。
2000年頃、TBS系の番組「ガチンコ!」で、毎回END画面の際に数秒流れていた。
2003年、トヨタのセミトールワゴン型小型乗用車、ラウムのCMソングとして起用、リバイバルした。
2011年に発売された『ホワッツ・ゴーイン・オン』のスーパー・デラックス・エディションにモノラル・シングル・バージョンが収録された。

## カバー
ジェシ・コリン・ヤング（1976年、「ホワッツ・ゴーイン・オン」とメドレー）、アスワド（1984年）、ロバート・パーマー（1990年、「アイ・ウォント・ユー」とメドレー）、ボーイズIIメン（2008年）らのカバー・バージョンがある。